# Susan Hayward
Edythe Marrenner Pearson (Brooklyn, Nova York, 30 de juny de 1917 - Hollywood, Los Angeles, 14 de març de 1975), coneguda amb el nom artístic de Susan Hayward, va ser una destacada i llegendària actriu estatunidenca, guanyadora dels premis Oscar i Globus d'Or.

## Biografia

### Primers anys
Susan Hayward va néixer a Brooklyn, Nova York, filla de Walter Marrenner i Ellen Pearson. Els seus avis materns eren d'origen suec. Va començar la seva carrera com a model fotogràfica. Poc després es va traslladar a Hollywood el 1937, buscant aconseguir el paper de Scarlett O'Hara al film Allò que el vent s'endugué. El seu nom artístic va ser escollit pel seu representant perquè "sonava semblant" al de Rita Hayworth i la sonoritat el dotava d'una certa associació. Les dècades següents van ser extraordinàries per al desenvolupament del talent interpretatiu, especialment dramàtic, de la pèl-roja intèrpret novaiorquesa.

### Carrera
Malgrat no haver estat elegida per encarnar el paper femení principal d'Allò que el vent s'endugué, Hayward va trobar feina per interpretar petits papers fins que va tenir una audició per al film Beau Geste, en el qual va portar com a coestrella masculina l'actor Gary Cooper. Durant la Segona Guerra Mundial va interpretar dos papers femenins estel·lars al costat de John Wayne a Reap the Wild Wind (1942), a I Married a Witch (1942), amb Veronica Lake i Fredrich March, i a The Fighting Seabees (1944).
El 1947 va rebre la seva primera nominació a l'Oscar pel seu paper de cantant alcohòlica de club nocturn al film Una dona desfeta.
Una vegada conclòs el conflicte bèl·lic, es va establir ella mateixa com una de les dames actrius principals de Hollywood, en pel·lícules com: My foolish Heart (1949), David i Betsabé (1951) i With a Song in My Heart (1952). Al començament de la dècada dels 50 Susan Hayward era una de les intèrprets femenines més respectades tant per la crítica com pel públic.
Durant els anys 50 va ser aclamada per les seves interpretacions dramàtiques com la malenconiosa esposa del president Andrew Jackson, a la pel·lícula The President's Lady (1953), l'actriu alcohòlica Lillian Roth, a I'll Cry Tomorrow (1955), basat en l'autobiografia de l'actriu, i de la vida real a l'assassina de Califòrnia, Barbara Graham, al film Vull viure (1958), de Robert Wise. Aquest últim paper, gens glamurós i difícil, la va fer mereixedora de l'Oscar a la millor actriu.
Amb el títol de Wise va arribar al cim de la seva carrera. A partir d'aquesta data les seves pel·lícules van perdre qualitat, optant ella mateixa per abandonar el cinema a la fi dels anys 60, després de la seva aparició a Valley of the Dolls (1967), de Mark Robson. Cinc anys després va tornar a la pantalla gran per a interpretar, al costat de William Holden i Ernest Borgnine, The Revengers (1972), un film dirigit per Daniel Mann que va suposar la seva última intervenció cinematogràfica. La gran majoria dels intèrprets, entre ells John Wayne, que van aparèixer a El conqueridor de Mongòlia (1956), de Dick Powell, rodatge portat a terme a Utah, prop d'on havia realitzat pràctiques nuclears, patirien amb posterioritat diversos tipus de càncer. Susan Hayward va desenvolupar un tumor cerebral que la va dur a la mort el dia 14 de març de 1975. Tenia 56 anys.
Hayward es va casar en dues ocasions. La primera el 1944 amb l'actor Jess Barker, que va intervenir en pel·lícules com Perversitat. Jess i Susan es van divorciar deu anys després. El seu segon marit va ser Floyd Eaton Calkley, amb qui va contreure matrimoni el 1957 i de qui va quedar vídua l'any 1966.

## Filmografia
| Any  | Pel·lícula                                              | Paper                                      | Notes |
| ---- | ------------------------------------------------------- | ------------------------------------------ | --- |
| 1937 | Hollywood Hotel                                         | Starlet at table                           | No surt als crèdits |
| 1938 | The Amazing Dr. Clitterhouse                            | Patient                                    | Escenes esborrades |
| 1938 | The Sisters                                             | Operadora telefònica                       | No surt als crèdits |
| 1938 | Girls on Probation                                      | Gloria Adams                               | |
| 1938 | Comet Over Broadway                                     | Actriu amateur                             | No surt als crèdits |
| 1938 | Campus Cinderella                                       | Co-Ed                                      | Paper curt |
| 1939 | Beau Geste                                              | Isobel Rivers                              | |
| 1939 | Our Leading Citizen                                     | Judith Schofield                           | |
| 1939 | $1000 a Touchdown                                       | Betty McGlen                               | |
| 1941 | Adam Had Four Sons                                      | Hester Stoddard                            | |
| 1941 | Sis Hopkins                                             | Carol Hopkins                              | |
| 1941 | Among the Living                                        | Millie Pickens                             | |
| 1942 | Reap the Wild Wind                                      | Cousin Drusilla Alston                     | |
| 1942 | The Forest Rangers                                      | Tana 'Butch' Mason                         | |
| 1942 | I Married a Witch                                       | Estelle Masterson                          | |
| 1942 | Star Spangled Rhythm                                    | Ella mateixa - Genevieve a Priorities Skit | |
| 1942 | A Letter from Bataan                                    | Mrs. Mary Lewis                            | |
| 1943 | Young and Willing                                       | Kate Benson                                | |
| 1943 | Hit Parade of 1943                                      | Jill Wright                                | |
| 1943 | Jack London                                             | Charmian Kittredge                         | |
| 1944 | The Fighting Seabees                                    | Constance Chesley                          | |
| 1944 | The Hairy Ape                                           | Mildred Douglas                            | |
| 1944 | And Now Tomorrow                                        | Janice Blair                               | |
| 1944 | Skirmish on the Home Front                              | Molly Miller                               | Paper curt |
| 1946 | Deadline at Dawn                                        | June Goth                                  | |
| 1946 | Terra generosa (Canyon Passage)                         | Lucy Overmire                              | |
| 1947 | Una dona desfeta                                        | Angelica 'Angie'/'Angel' Evans Conway      | Nominada − Oscar a la millor actriu                                                                                           |
| 1947 | No se'm creuran (They Won't Believe Me)                 | Verna Carlson                              | |
| 1947 | The Lost Moment                                         | Tina Bordereau                             | |
| 1948 | Tap Roots                                               | Morna Dabney                               | |
| 1948 | The Saxon Charm                                         | Janet Busch                                | |
| 1949 | Tulsa                                                   | Cherokee Lansing                           | |
| 1949 | House of Strangers                                      | Irene Bennett                              | |
| 1949 | My Foolish Heart                                        | Eloise Winters                             | Nominada − Oscar a la millor actriu                                                                                           |
| 1951 | Screen Snapshots: Hopalong in Hoppy Land                | Ella mateixa                               | Paper curt |
| 1951 | I'd Climb the Highest Mountain                          | Mary Elizabeth Eden Thompson               | |
| 1951 | Rawhide                                                 | Vinnie Holt                                | |
| 1951 | I Can Get It for You Wholesale                          | Harriet Boyd                               | |
| 1951 | David i Betsabé (David and Bathsheba)                   | Betsabé                                    | |
| 1952 | With a Song in My Heart                                 | Jane Froman                                | Globus d'Or a la millor actriu musical o còmica Nominada − Oscar a la millor actriu                                           |
| 1952 | The Snows of Kilimanjaro                                | Helen                                      | |
| 1952 | The Lusty Men                                           | Louise Merritt                             | |
| 1953 | The President's Lady                                    | Rachel Donaldson                           | |
| 1953 | White Witch Doctor                                      | Ellen Burton                               | |
| 1954 | Demetri i els gladiadors (Demetrius and the Gladiators) | Messalina                                  | |
| 1954 | Garden of Evil                                          | Leah Fuller                                | |
| 1955 | Untamed                                                 | Katie O'Neill (Kildare) (Van Riebeck)      | |
| 1955 | Soldier of Fortune                                      | Mrs. Jane Hoyt                             | |
| 1955 | I'll Cry Tomorrow                                       | Lillian Roth                               | Premi a la interpretació femenina (Festival de Canes) Nominada − Oscar a la millor actriu Nominada − BAFTA a la millor actriu |
| 1956 | El conqueridor de Mongòlia (The Conqueror)              | Bortai                                     | |
| 1957 | Top Secret Affair                                       | Dorothy 'Dottie' Peale                     | |
| 1958 | I Want to Live!                                         | Barbara Graham                             | Oscar a la millor actriu Globus d'Or a la millor actriu dramàtica Nominada − BAFTA a la millor actriu                         |
| 1959 | El congost de la mort (Thunder in the Sun)              | Gabrielle Dauphin                          | |
| 1959 | Woman Obsessed                                          | Mary Sharron                               | |
| 1961 | The Marriage-Go-Round                                   | Content Delville                           | |
| 1961 | Ada                                                     | Ada Gillis                                 | |
| 1961 | Back Street                                             | Rae Smith                                  | |
| 1962 | I Thank a Fool                                          | Christine Allison                          | |
| 1963 | Stolen Hours                                            | Laura Pember                               | |
| 1964 | Where Love Has Gone                                     | Valerie Hayden Miller                      | |
| 1967 | The Honey Pot                                           | Mrs. Sheridan                              | |
| 1967 | Valley of the Dolls                                     | Helen Lawson                               | |
| 1967 | Think Twentieth                                         | Ella mateixa                               | |
| 1972 | The Revengers                                           | Elizabeth Reilly                           | |
| 1972 | Heat of Anger                                           | Jessie Fitzgerald                          | Telefilm |
| 1972 | Say Goodbye Maggie Cole                                 | Dr. Maggie Cole                            | Telefilm |